# Poecile montanus
El carbonero montano (Poecile montanus) también conocido como carbonero sibilino es una especie de ave paseriforme de la familia de los páridos (Paridae), muy extendida en Europa y Asia.

## Descripción
Es tan parecido al Poecile palustris que no fue descubierto como especies diferentes hasta 1888.

## Reproducción

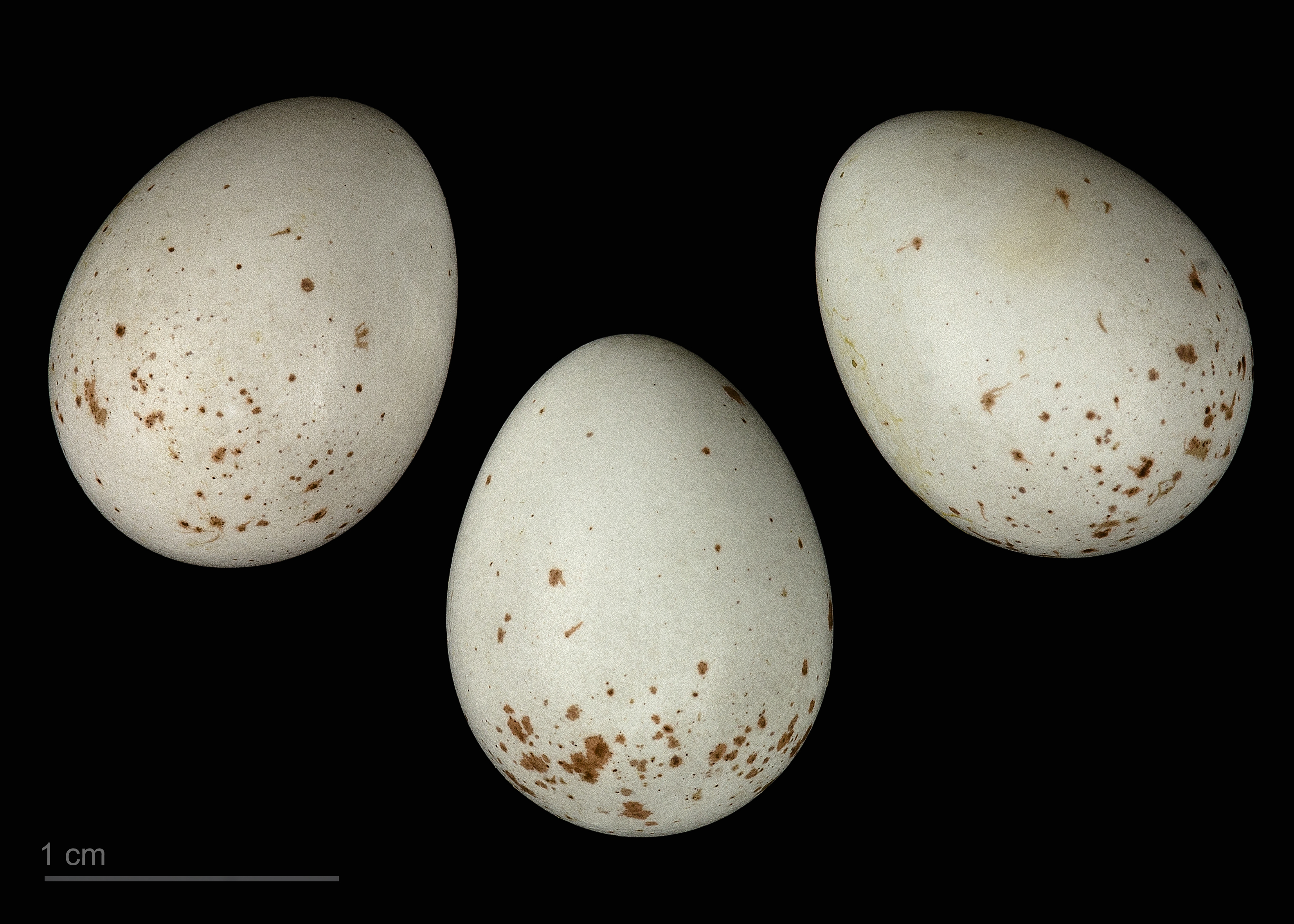
Poecile montanus - (MHNT)

El nido lo construye la hembra y ella sola es la que incuba una puesta de seis a nueve huevos. El macho de mientras la alimenta todo ese tiempo.

## Distribución y hábitat
La especie se reproduce en pequeños bosques mixtos, bosques de aliso y matorrales pantanosos, generalmente prefieren las áreas húmedas con árboles podridos. La distribución de la especie se extiende desde Europa Occidental a través de Europa Central hasta el este de Siberia y Japón.